# Nery Castillo
Nery Alberto Castillo Jr., född 13 juni 1984 i San Luis Potosí, är en mexikansk fotbollsspelare.
Castillo var uttagen i Mexikos trupp vid Copa América 2007. Han gjorde sitt första mål i turneringen då han sköt 1-0 på Brasilien. Mexiko vann med 2-0. Landslagsdebut gjorde han den 2 juni 2007 mot Iran.

## Meriter

### Olympiakos
- Vinnare av
  - Grekiska ligan: 2003, 2005, 2006, 2007
  - Grekiska cupen: 2005, 2006

### Sjachtar Donetsk
- Vinnare av
  - UEFA-cupen: 2009

### Mexico
- Andra plats i
  - CONCACAF Gold Cup 2007